# 斑馬凹尾塘鱧
斑馬凹尾塘鱧（学名：Ptereleotris zebra），又名斑馬鰭塘鱧，其种加词“zebra”意为“有斑马状纹样的”。为條鰭魚綱鱸形目凹尾塘鱧科鰭塘鱧屬下的一个种。該物種主要分佈於印度洋和西太平洋海域，體長可達12公分。